# Вонк (коммуна)
Вонк (фр. Voncq) — коммуна во Франции, находится в регионе Шампань — Арденны. Департамент коммуны — Арденны. Входит в состав кантона Аттиньи. Округ коммуны — Вузье.
Код INSEE коммуны — 08489.
Коммуна расположена приблизительно в 185 км к востоку от Парижа, в 65 км севернее Шалон-ан-Шампани, в 34 км к югу от Шарлевиль-Мезьера.

## Население
Население коммуны на 2008 год составляло 226 человек.
| 1962 | 1968 | 1975 | 1982 | 1990 | 1999 | 2008 |
| ---- | ---- | ---- | ---- | ---- | ---- | ---- |
| 291  | 334  | 296  | 245  | 223  | 238  | 226  |

## Администрация
| Период | Период | Фамилия         | Партия | Должность |
| ------ | ------ | --------------- | ------ | --------- |
| 2001   | 2008   | Жан Кордье      |        |           |
| 2008   |        | Жан-Пьер Туфлен |        |           |

## Экономика
В 2007 году среди 123 человек в трудоспособном возрасте (15—64 лет) 74 были экономически активными, 49 — неактивными (показатель активности — 60,2 %, в 1999 году было 59,7 %). Из 74 активных работали 68 человек (35 мужчин и 33 женщины), безработных было 6 (3 мужчин и 3 женщины). Среди 49 неактивных 12 человек были учениками или студентами, 17 — пенсионерами, 20 были неактивными по другим причинам.

## Достопримечательности
- Церковь XIII века. Исторический памятник с 1920 года.[3]

## Фотогалерея

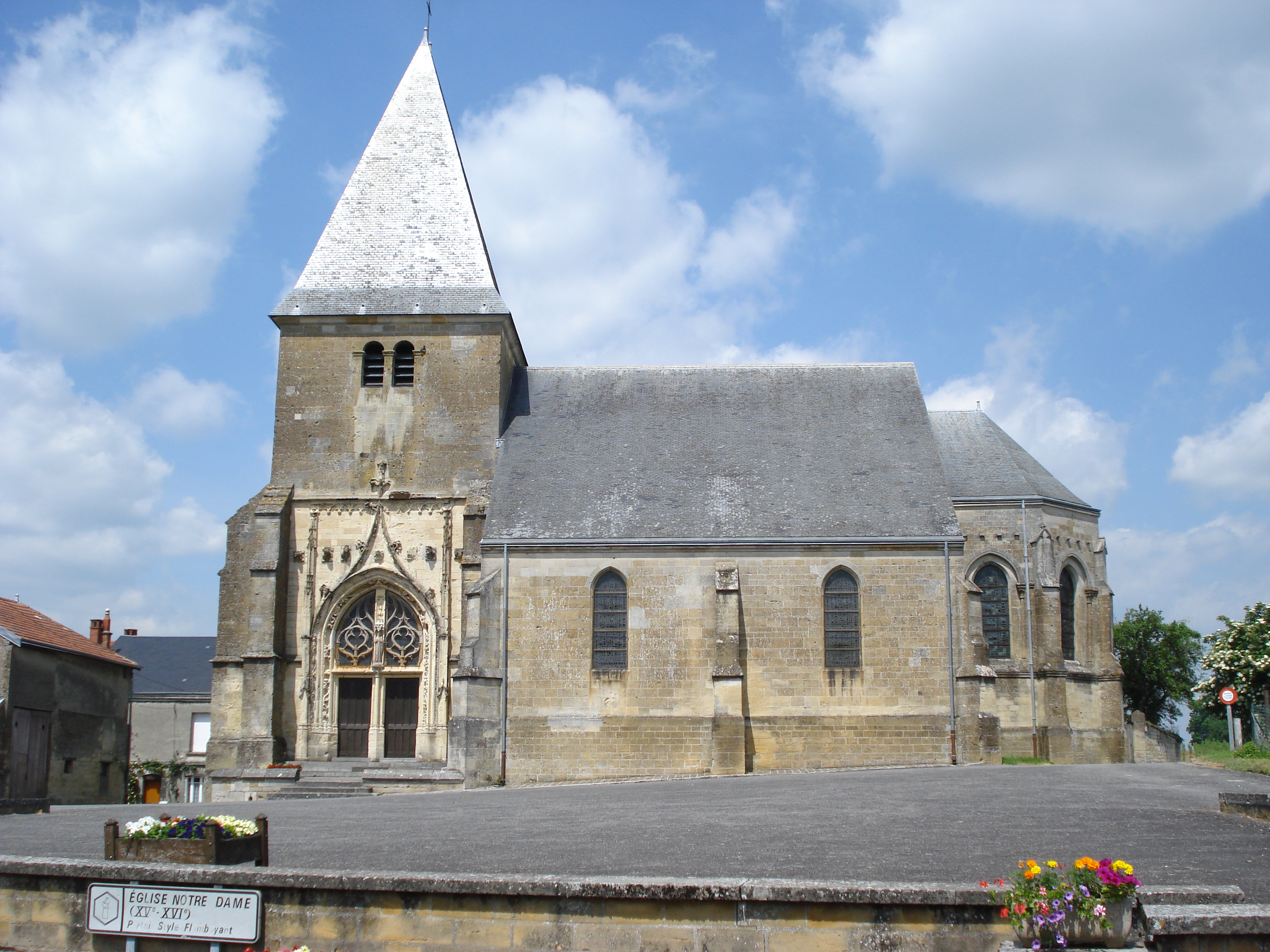
Церковь
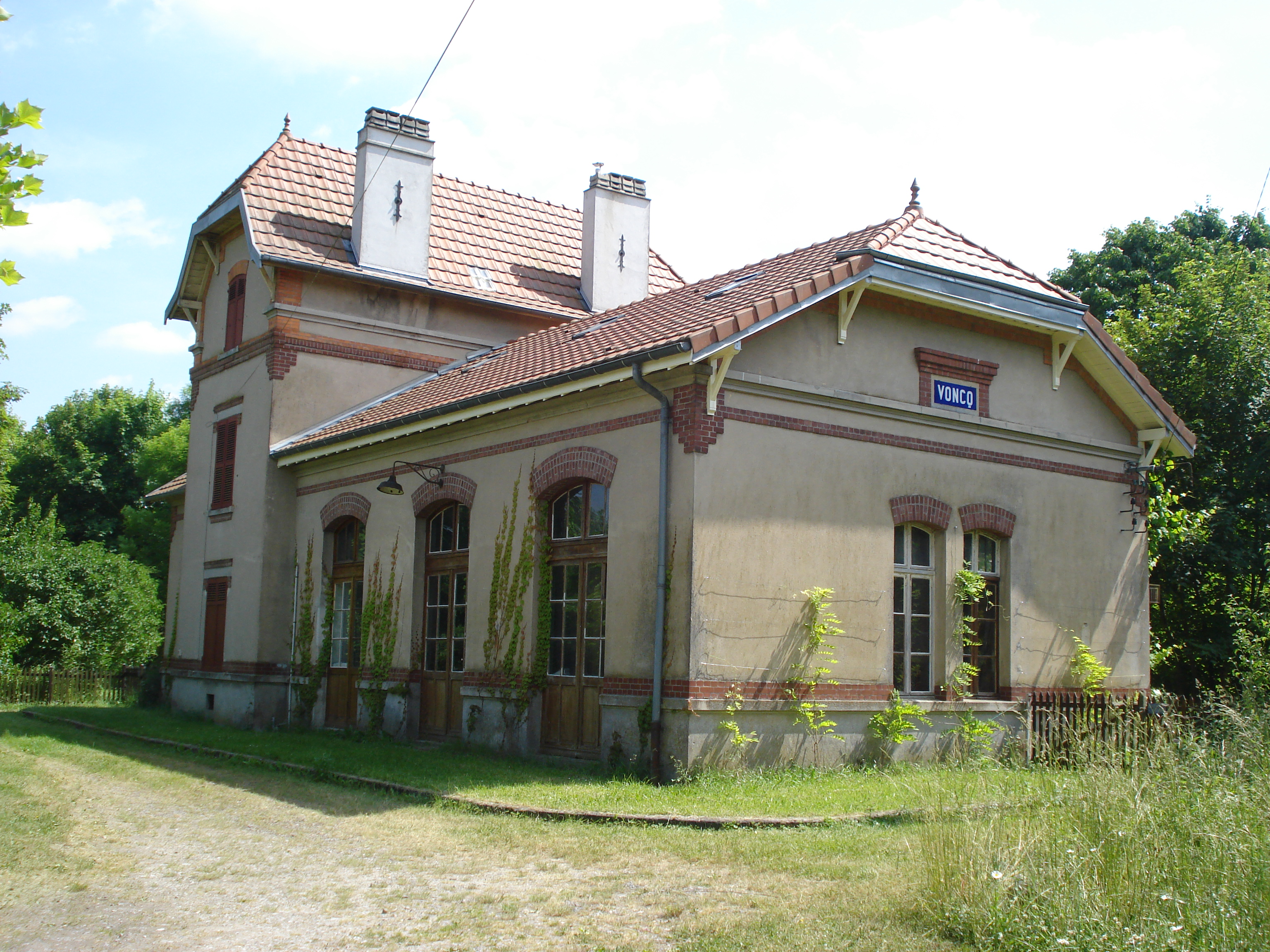
Вокзал
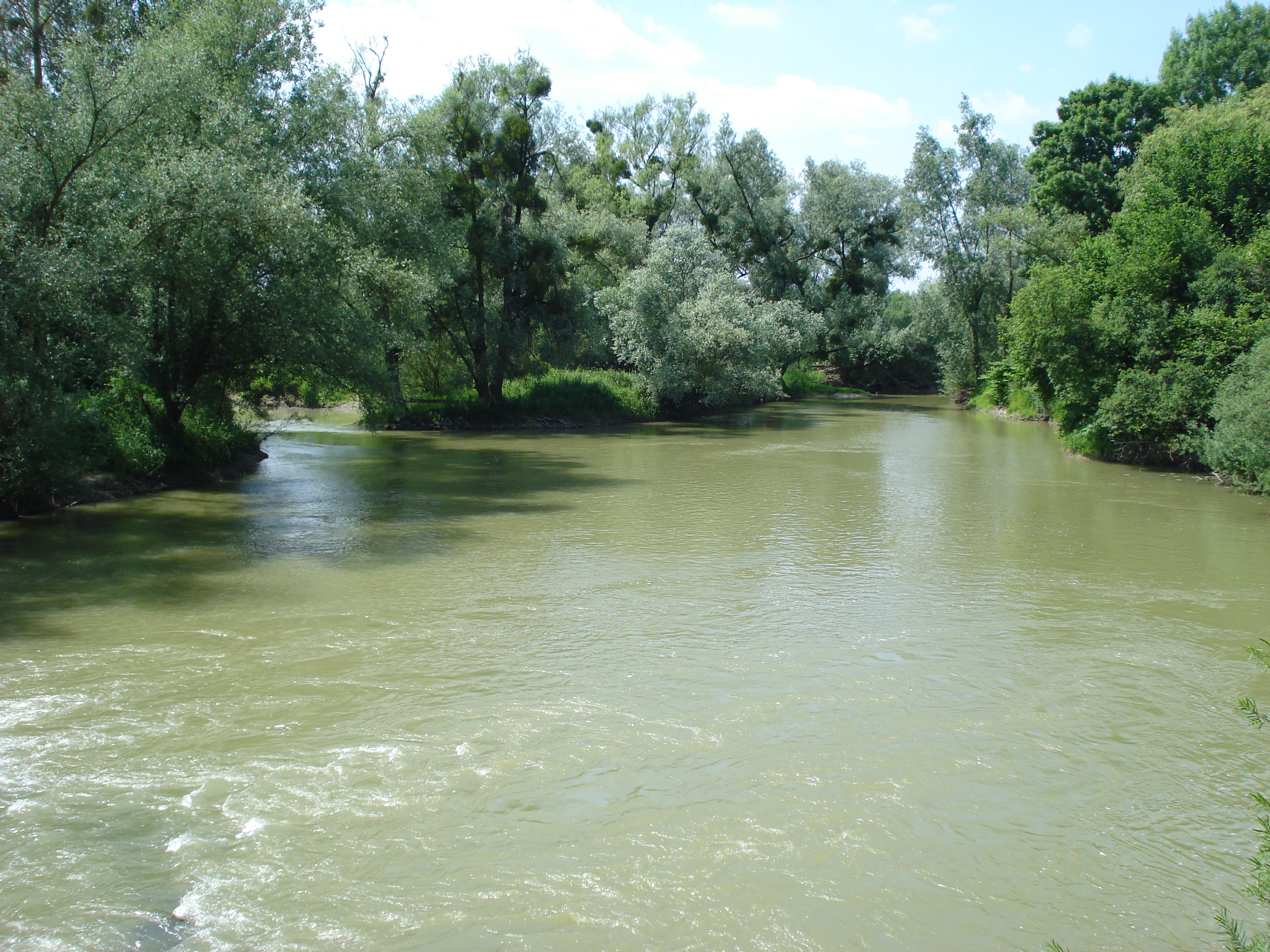
Река Эн
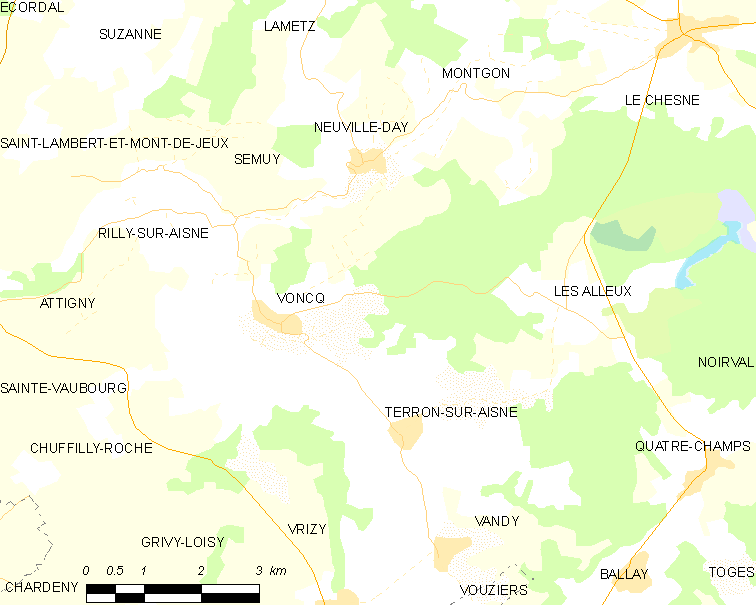
Карта коммуны